# Kornet (Podgorica)
Pour les articles homonymes, voir Kornet.
Kornet (en serbe cyrillique : Корнет) est un village de l'est du Monténégro, dans la municipalité de Podgorica.

## Démographie

### Évolution historique de la population
| 1948 | 1953 | 1961 | 1971 | 1981 | 1991 | 2003 |
| ---- | ---- | ---- | ---- | ---- | ---- | ---- |
| 107  | 104  | 76   | 69   | 62   | 30   | 59   |